# William Davies Evans
William Davies Evans (Pembroke, 27 de enero de 1790 - Ostende, 3 de agosto de 1872) fue un ajedrecista británico.
Nació en Pembroke (Gales). A los 14 años se enroló en un barco, y desde entonces la mar fue su vida. A los 29 años llegó a ser capitán, como miembro del departamento de Correos. Fue en sus barcos donde se aficionó al ajedrez y se convirtió en uno de los principales jugadores del mundo.
Evans es un jugador célebre por ser el padre de uno de los gambitos más famosos del ajedrez: el Gambito Evans (1.e4 e5 2.Nf3 Nc6 3.Bc4 Bc5 4.b4). Se cuenta que la idea se le ocurrió en una travesía entre Milford Haven y Waterford. En 1826 estuvo en Londres, por entonces uno de los principales centros mundiales del ajedrez. Tuvo la oportunidad de mostrar su gambito a Alexander McDonnell y Lewis, y a raíz de esto la fama de su gambito creció extraordinariamente, ya que conectaba con el espíritu romántico de la época.
En 1838 Evans regresó a Londres y disputó un encuentro con Howard Staunton, aunque no hay constancia del resultado. Los años siguientes los pasó navegando por el Mediterráneo, hasta 1842.
- El contenido de este artículo incorpora material de una entrada de la Enciclopedia Libre Universal, publicada en español bajo la licencia Creative Commons Compartir-Igual 3.0.